# WD 0806-661
Coordenadas:  08h 06m 53.736s, −66° 18′ 16.74″

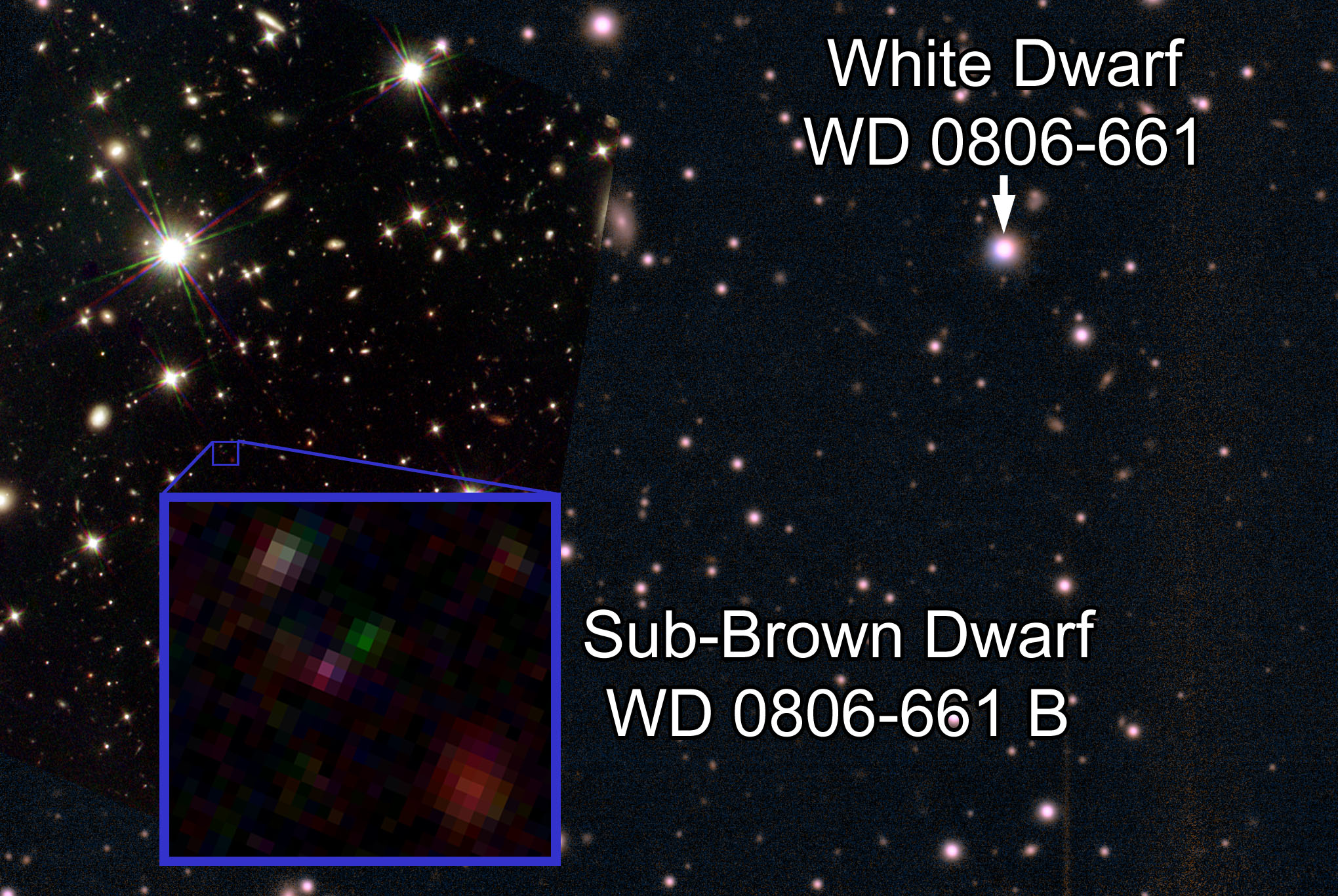
O sistema WD 0806-661.

WD 0806-661 (L 97-3, GJ 3483) é um grande sistema binário composto de uma anã branca e de uma subanã marrom do tipo Y (designada "B"), localizada na constelação de Volans a 63 anos-luz da Terra. A estrela companheira foi descoberta em 2011. Tem a maior separação real (2 500 UA) e aparente (mais de 2 minutos de arco) de qualquer objeto com massa planetária conhecida.

## Descoberta
O componente B foi descoberto em 2011, com o Telescópio Espacial Spitzer. Seu papel de descoberta é Luhman et al., 2011. Na época de sua descoberta, WD 0806-661 B era a "estrela" mais fria que já foi encontrada, com uma temperatura de apenas 27–80 °C, que é semelhante a algumas áreas quentes da Terra.